# Caserío Cadalso
El Caserío Cadalso es un exponente de la casa de labranza vasca del siglo XVI, tejado a 2 aguas de suaves pendientes y estructura principal de postes de madera con portal adintelado al centro. El acceso principal dispone de un portal adintelado con una columna toscana central de apoyo. En el centro del primer piso se encuentra el emblema de los Cadalso así como una alusión a José Cadalso, escritor gaditano cuyos ancestros eran de este solar. En las fachadas laterales dispone de algunas ventanas góticas. 
Fue, en su día, el caserío de María Diez Cadalso y su linaje, uno de los más históricos y reconocidos del municipio. En la época en la que el caserío fue levantado, el edificio estuvo vinculado al linaje y a la casa-torre de Zamudio. Después, durante siglos fue la casa del linaje de los Cadalso. Ya en el siglo XVIII fue dividido en dos partes para poder arrendarlo y sacar un mayor rendimiento económico.
En 2019 fue comprado por el Ayuntamiento de Zamudio para su estudio arqueológico y rehabilitación.